# Türkistan Aūdany
Türkistan Aūdany är ett distrikt i Kazakstan.   Det ligger i oblystet Sydkazakstan, i den centrala delen av landet, 900 km söder om huvudstaden Astana.